# Giuseppe Saragat

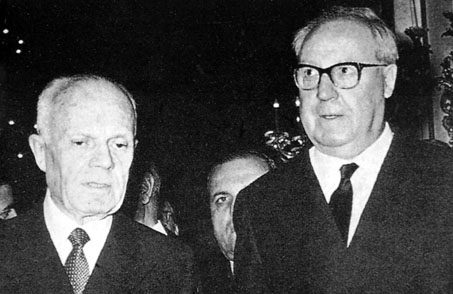
Saragat (rechts) met Sandro Pertini

Giuseppe Saragat (IFA ['sa:ragat]) (Turijn, 19 september 1898 - Rome, 11 juni 1988), was een Italiaans politicus. Van 1964 tot 1971 was hij staatspresident van Italië.
Giuseppe Saragats familie stamt uit Sardinië. Zijn vader was geboren in Sassari. Saragat studeerde economie in Turijn en werkte van 1920 en 1926 in het bankwezen. In 1922 trad hij toe tot de Socialistische Partij van Italië en maakte carrière binnen de partij. Hij was lid van het hoofdbestuur. Hij was een krachtig bestrijder van Mussolini en het fascisme en moest hierom in 1926 naar het buitenland uitwijken. Hij bleef achtereenvolgens in Wenen, Zwitserland en Parijs.
In 1943, na de val van Mussolini, keerde Saragat naar Italië terug en werd een van de leiders van het verzet tegen de Republiek van Salò en werd door de Gestapo gevangengenomen. Na korte tijd wist hij te ontsnappen. In Milaan richtte hij met andere socialisten de Socialistische Partij van Italië (PSI) opnieuw op.
In het kabinet-Bonomi was Saragat minister zonder portefeuille (1944-1945) en werd daarna gezant te Parijs (1945), doch werd reeds na korte tijd naar Italië teruggeroepen om het voorzitterschap van de Grondwetgevende Vergadering op zich te nemen. In september 1946 leidde hij de Italiaanse delegatie op de Parijse Vredesconferentie.
Binnen de PSI ontstond er medio 1946 een ernstige crisis over de te volgen koers. Nenni, leider van de linkervleugel van de partij, koerste af op een Volksfront-coalitie met de Communistische Partij van Italië, terwijl Saragat, leider van de rechtervleugel van de partij, samenwerking met de communisten veroordeelde. Het conflict leidde tot de uittreding van de rechtervleugel uit de PSI. De rechtervleugel nam de naam Socialistische Arbeiderspartij van Italië (PSLI, 12 januari 1947) aan en koos in 1949 Saragat tot secretaris-generaal.
Als PSLI-leider veroordeelde hij het Volksfront van de communisten en Nenni-socialisten en sloot hij zich met zijn partij aan bij de zogenaamde partijen van het "democratisch centrum" (DC, PLI, PRI en onafhankelijken). Na reeds van 1945 tot 1946 vicepremier te zijn geweest, was hij in 1948 opnieuw vicepremier en van 1947 tot 1949 minister van Sociale Zaken onder premier De Gasperi. Hij steunde Italiës lidmaatschap van de NAVO en was voorstander van Marshallhulp.
In 1951, na een fusie van de PSLI met de Verenigde Socialistische Partij, werd Saragat secretaris-generaal van de nieuwe Sociaaldemocratische Partij van Italië (PSDI). Van 1954 tot 1957 was hij vicepremier in de regering van het democratisch centrum. In 1963 werd hij minister van Buitenlandse Zaken in de centrumlinkse regering van premier Aldo Moro.
Reeds in 1962 was Giuseppe Saragat kandidaat voor het presidentschap en nam hij het op tegen Antonio Segni van de Democrazia Cristiana. Toen Segni in 1964 door een beroerte werd getroffen en hij niet meer in staat was zijn ambt uit te oefenen werden er nieuwe presidentsverkiezingen gehouden. Op 28 december, tijdens de 21ste stemming, werd Saragat met 646 van de 927 uitgebrachte stemmen tot president gekozen. Saragat verwierf vooral de steun van de sociaaldemocraten, communisten, Nenni-socialisten en de christendemocraten (die Saragat boven Nenni - die ook kandidaat was - prefereerden).
Saragat bleef president tot 1971. In 1975 werd hij Senator voor het leven. In maart 1976 koos de PSDI Giuseppe Saragat opnieuw tot secretaris-generaal van de partij. Toen de PSDI in juni 1976 een verkiezingsnederlaag leed, trad Saragat echter af als secretaris-generaal. Daarna was hij tot zijn dood voorzitter van de PSDI.
Saragat was aanvankelijk een fervent atheïst, maar werd in 1961 rooms-katholiek.